# 4466 Abai
4466 Abai eller 1971 SX1 är en asteroid i huvudbältet som upptäcktes den 23 september 1971 av Krims astrofysiska observatorium på Krim. Den har fått sitt namn efter poeten och filosofen Abaj Qunanbajuly.
Asteroiden har en diameter på ungefär 11 kilometer.